# Comté de la Tweed
Le comté de la Tweed (en anglais : Tweed Shire) est une zone d'administration locale située dans l'État de Nouvelle-Galles du Sud en Australie, dont le siège est Murwillumbah.

## Géographie
Le comté s'étend sur un territoire de 1 321 km2 arrosé par la Tweed, dans la région des Rivières du Nord, à l'extrémité nord-est de la Nouvelle-Galles du Sud et limitrophe du Queensland. Il est bordé par la mer de Corail et traversé par la Pacific Highway.
Murwillumbah abrite le siège administratif du comté et Tweed Heads en est la ville la plus peuplée.

## Histoire
La région de l'embouchure de la Tweed est explorée par John Oxley en 1823. L'officier britannique Henry John Rous poursuit l'exploration du cours de la rivière sur 50 km en amont en 1828, année où les premiers colons s'installent dans la région. L'exploitation du cèdre rouge, destiné à l'exportation vers la Grande-Bretagne assure la prospérité de la région.
La municipalité de Murwillumbah est créée le 25 mai 1902, cependant que le comté de la Tweed (Shire of Tweed), avec son principal noyau de population à Tumbulgum sur la Tweed, voit le jour le 7 mars 1906. Le 1er janvier 1947, les deux collectivités fusionnent pour former le comté actuel.
En mai 2005, le conseil du comté est dissous par le gouverneur de Nouvelle-Galles du Sud en raison d'accusations de trafic d'influence en lien avec des promoteurs immobiliers. Il est rétabli après les élections de 2008.

## Démographie
| 2001   | 2006   | 2011   | 2016   | 2021   |
| ------ | ------ | ------ | ------ | ------ |
| 73 821 | 79 321 | 85 105 | 91 371 | 97 392 |

## Politique et administration
Le conseil comprend sept membres élus pour un mandat de quatre ans, qui à leur tour élisent le maire pour deux ans. Les dernières élections ont eu lieu le 4 décembre 2021.

### Composition du conseil
| Élections | Parti travailliste | Parti libéral | Verts | Indépendants |
| --------- | ------------------ | ------------- | ----- | ------------ |
| 2016      | 1                  | 1             | 1     | 4            |
| 2021      | 1                  | 2             | 1     | 3            |

### Liste des maires
| Période                                  | Période  | Identité          | Étiquette    | Qualité |
| ---------------------------------------- | -------- | ----------------- | ------------ | ------- |
| Les données manquantes sont à compléter. |          |                   |              |         |
| 2008                                     | 2009     | Joan van Lieshout |              |         |
| 2009                                     | 2010     | Warren Polglase   |              |         |
| 2010                                     | 2011     | Kevin Skinner     |              |         |
| 2011                                     | 2014     | Barry Longland    |              |         |
| 2014                                     | 2015     | Gary Bagnall      |              |         |
| 2015                                     | 2020     | Katie Milne       |              |         |
| septembre 2020                           | en cours | Chris Cherry      | Indépendante |         |

La zone est rattachée à la circonscription de Richmond pour les élections fédérales et à celles de Lismore et de la Tweed pour les élections à l'Assemblée législative de Nouvelle-Galles du Sud.